# آریان (مورخ)
لوسیوس فلاویوس آریان (م۸۶ - م۱۶۰) فیلسوف و مورخی یونانی بود. او نویسنده کتاب آناباسیس اسکندر (لشکرکشی اسکندر) است که مهم‌ترین کتاب در مورد اسکندر به‌شمار می‌رود و به تقلید از آناباسیسِ گزنفون نوشته شده. او کتاب دیگری نیز بنام ایندیکا در زمینه بازگشت نیارخوس از هند، پس از تسخیر هند به دست اسکندر، دارد.
او را نباید با گزنفون سردار و مورخ یونانی قرن چهارم پیش‌از میلاد، که او هم کتابی بنام آناباسیس دارد، اشتباه کرد.